# 르네 당주
르네 당주(프랑스어: René d'Anjou, 1409년 1월 - 1480년 8월 10일)는 피몽과 프로방스(1434–80) 백작이자 바르(1430–80), 로렌(1431–53), 앙주의 공작, 나폴리의 군주(1435–42; 명목상 1442–80)이며, 명목상 예루살렘(1438–80)과 마요르카, 시칠리아, 코르시카를 포함한 아라곤의 군주(1466–80)이다.

## 생애

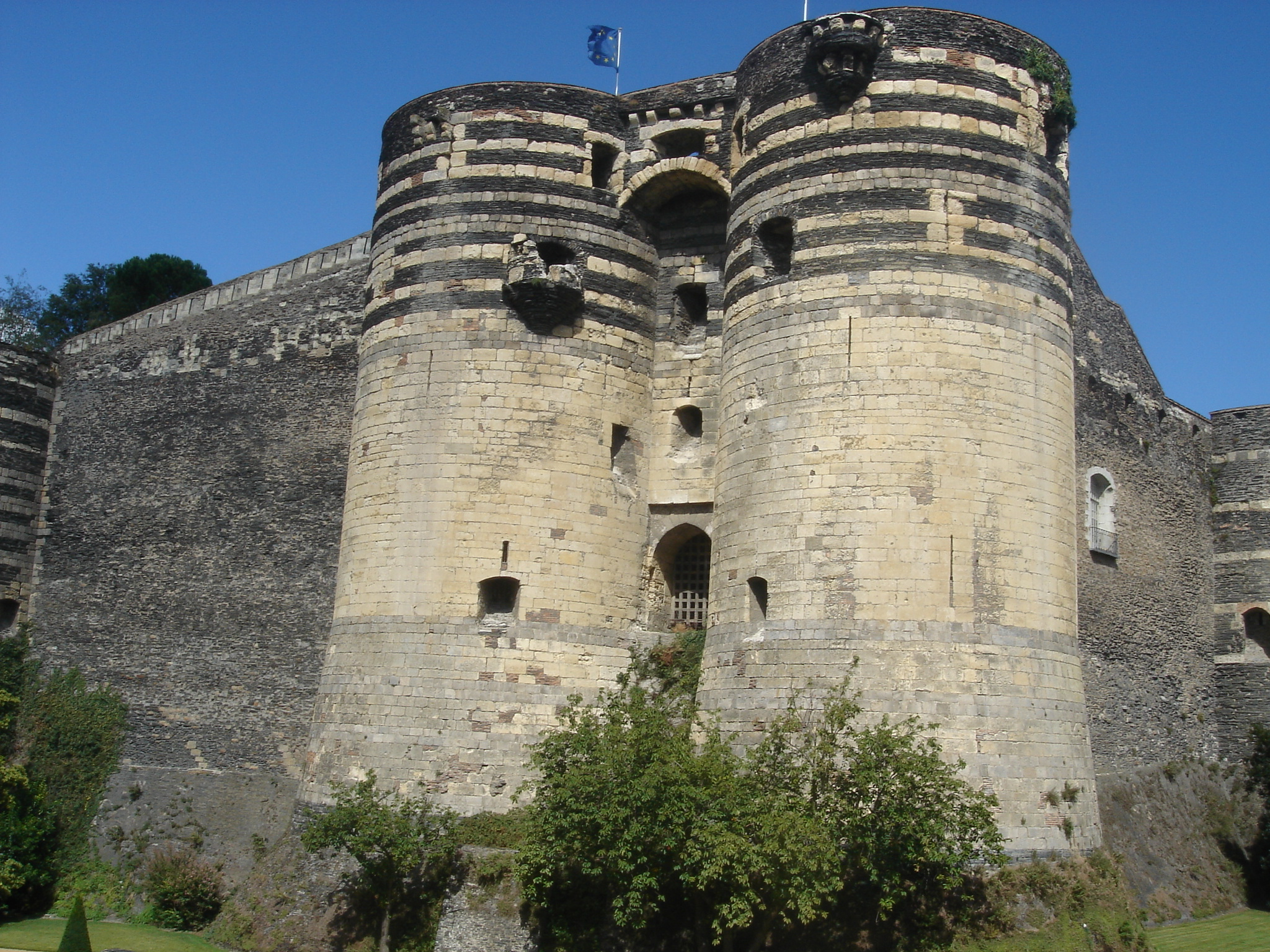
르네가 태어난 앙제 성.

르네는 1409년 1월 16일 또는 19일 앙제성에서 태어났다. 그는 시칠리아의 군주이자 앙주 공작인 루이 2세 당주와 아라곤 왕국의 비올란트 다라곤 사이에서 둘째 아들이었다. 르네는 장래 프랑스 국왕 샤를 7세와 결혼하여 프랑스 왕비가 되는 마리 당주의 오빠이기도 하다.
루이 2세가 1417년에 사망하고 그의 아들들은 처남인 샤를과 함께 그들의 어머니의 후견인임을 자처하였다. 장자인 루이 3세는 시칠리아 왕위와 앙주 공작 직을 계승했고, 르네는 기즈 백작 작위를 받았다. 1419년에 샤를 2세 드 로렌의 장녀 이자벨 1세 드 로렌과의 혼인 조약으로, 르네는 어머니 욜란다의 유산이자 아내의 권리인 로렌 공국의 후계자임을 이용해 바르 공국의 계승자가 되었다.
10대 시절에 르네는 부르고뉴파였던 샤를 2세와 바르 추기경 루이의 후견인임을 내세웠지만, 앙주의 문장을 지켜내는데만 유지했다. 그는 부르고뉴파를 지지하는 것에는 멀었다. 1429년 랭스에서 프랑스 군대에 가담하여, 그는 샤를 7세의 대관식에 참석했었다. 1430년에 루이 추기경이 사망하자, 르네는 공국의 유일한 통치자가 되었다. 다음 해, 그의 장인이 사망하자 그는 로렌 공국을 계승하였다. 그 상속은 1431년 7월 뷜녜빌에서 부르고뉴파의 도움으로 르네를 격퇴시킨 남성 후계자인 앙투안 데 보데몽과의 다툼이 있었다. 공작부인 이자벨은 앙투안과 강화 조약을 맺는데 영향을 줬지만, 르네는 그의 두 아들 장과 루이를 인질로 넘겨주는 대신 가석방을 해주는 1432년 4월까지 부르고뉴파의 포로로 남아있었다.
로렌 공작으로서 르네의 작위는 1433년 또는 1434년 바젤에서 그의 종주국인 신성 로마 제국 황제 지기스문트에 의해 승인되었다. 이는 다음 해 초에 감금되길 요구하며 2년 뒤 막대한 몸값을 주고 풀어준 부르고뉴 공작 선량공 필리프의 분노를 일으키게 하였다. 1435년에 루이 3세가 사망하자, 그는 앙주 공작과 멘 백작 작위를 상속한다. 나폴리의 여왕 조반나 2세는 1431년에 루이 3세를 입양했었고 현재 그녀의 왕국을 그가 상속받을 수 있게 허용 제안이 되었다. 부르고뉴의 필리프의 질녀인 마리 드 부르봉(Marie de Bourbon)이 르네의 장자인 칼라브리아 공작 장과 혼인하면서, 두 대공간의 평화가 강화되었다. 바르와 로렌에 섭정을 선정한 후, 그는 그의 아내가 그를 위해 마련한 1438년에 나폴리로 떠나기 위해 프로방스와 앙주 지역을 방문하였다.

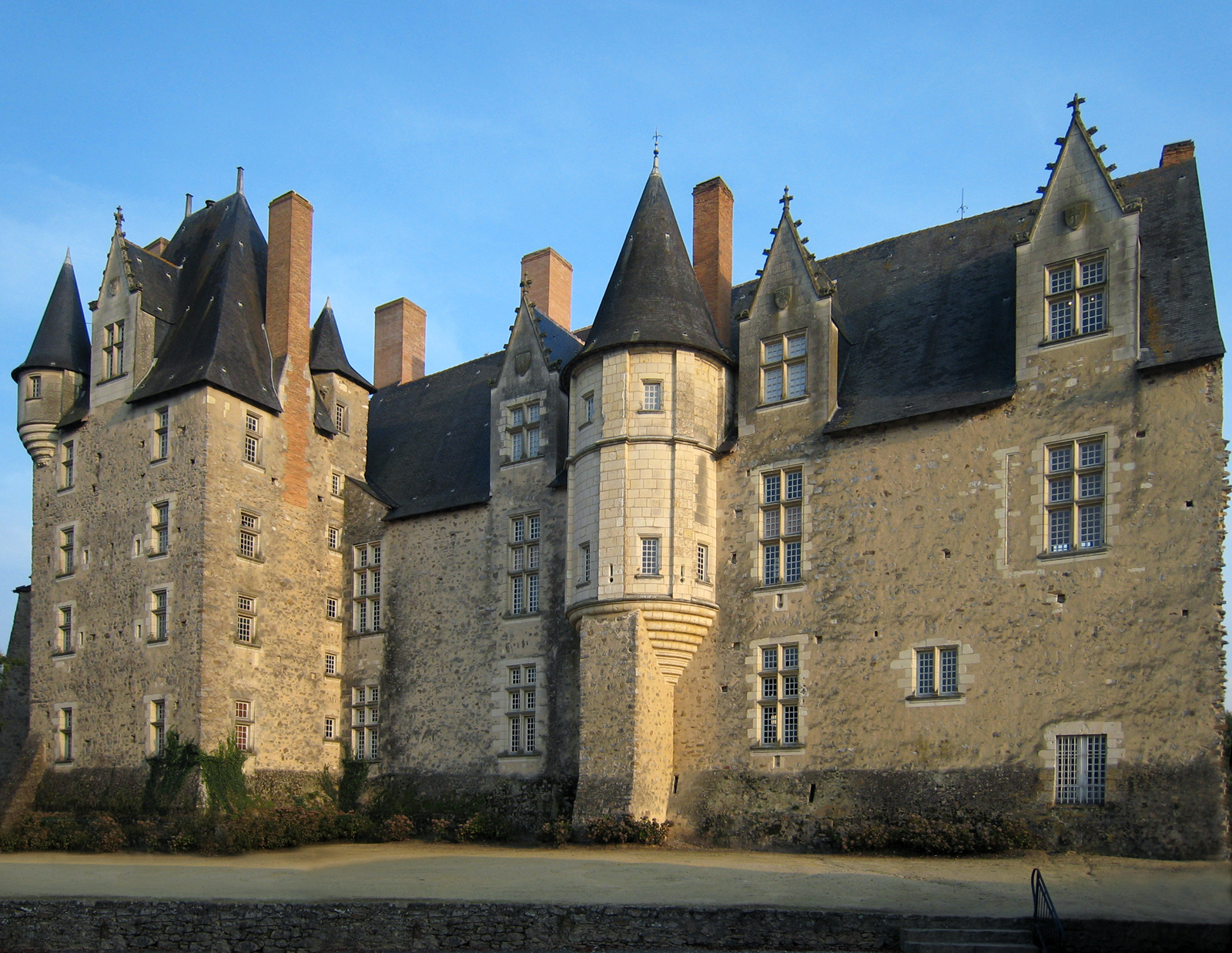
프랑스 메네루아르의 마을에 있는 앙주 공작 르네의 성인 보제 성(Baugé).

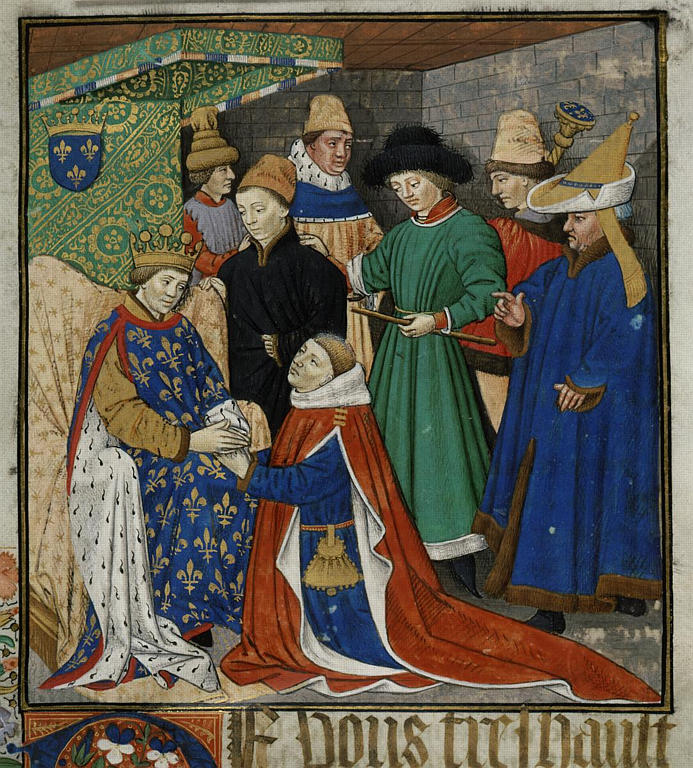
봉신으로서 프랑스 왕에게 경의를 표하는 르네.

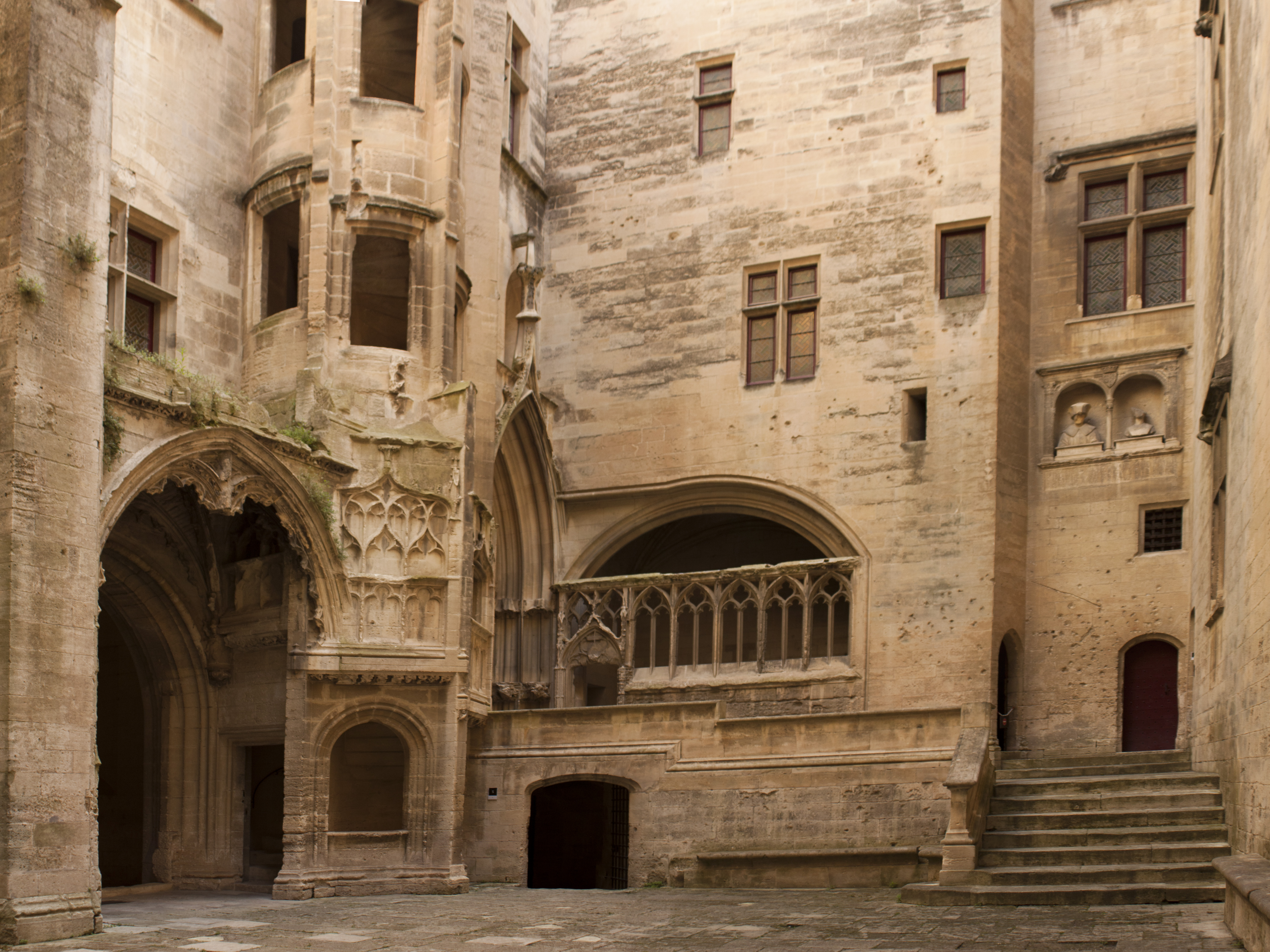
르네와 잔 드 라발의 흉상의 흔적이 있던 프로방스 타라송애 았는 성의 쿠르 도뇌르

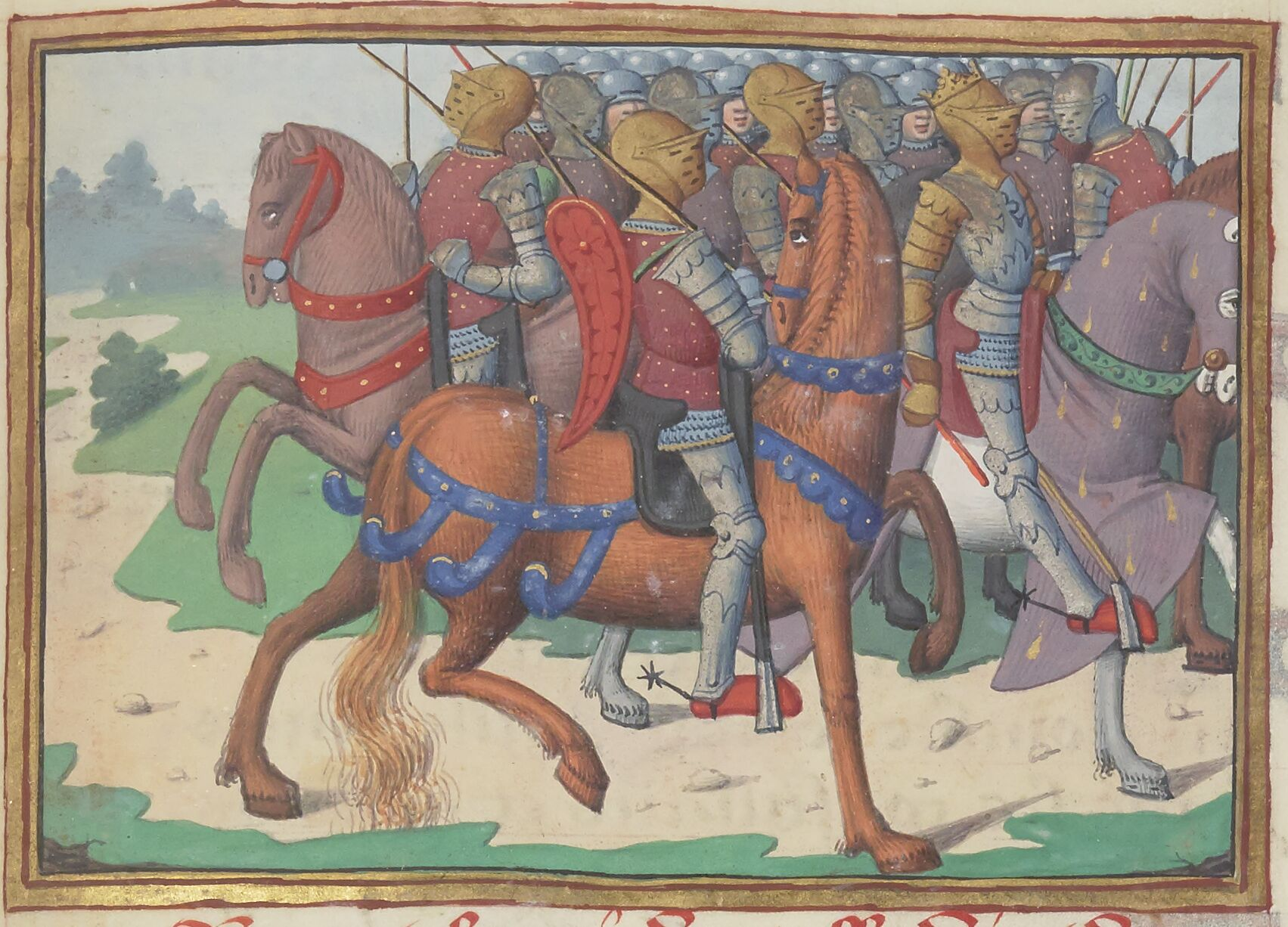
군대와 있는 르네.

르네의 감금으로, 앙주 가문의 재원은 그의 보석금으로 제공되었고, 이미 시칠리아 섬을 소유했었고, 조반나 2세에게 처음으로 입양되었다가 거부당한 알폰소 5세 데 아라곤은 이미 시칠리아 섬을 소유한체 나폴리 왕국으로 전진하고 있었다. 1441년 알폰소는 여섯 달 동안의 포위 끝에 나폴리를 함락시키고 약탈하였다. 르네는 같은 해 프랑스로 돌아왔고, 그가 나폴리 왕이라는 작위를 유지했음에도 그의 실질적인 통치력은 회복되지 못 하였다. 이후 이탈리아에서 그의 권리를 찾으려는 노력은 수포로 돌아가고 만다. 그의 부재 기간 앙주를 다스리던 그의 어머니 욜란다가 1442년 사망하였다.
르네는 1444년 투르에서 잉글랜드와 협상을 하였으며, 평화 협상은 낭시에서 헨리 6세와 그의 어린 딸 마르그리트와 혼인시키며 굳혀졌다.
르네는 그의 아들 장에게 로렌의 정권을 넘겨주었지만, 완전하게 된 것은 1453년 이자벨 왕비가 사망한 이후이다. 르네는 프랑스 국왕이 잉글랜드와의 교전으로 왕의 군대 감소가 나타나게 되면서, 관계가 가까워지고 샤를 7세의 신뢰를 가지게 되었다. 그는 1449년 11월 루앙에 왕과 함께 입성하였으며, 포르미니, 캉에서도 함께 했다.
기드 14세 드 라발과 이자벨 드 드뢰의 딸인 잔 드 라발과 재혼한 후, 르네는 시와 그림, 정원 가꾸기, 동물 사육등 그 자신에게 투자를 하며, 사회 문제에 보다 적게 활동을 하였다. 그의 가문의 성쇠는 그의 노년 시기 카탈루냐 반란군들이 르네에게 아라곤 왕위를 제안하며 쇠퇴하고 만다. 이탈리아에서 실패를 맛 본 그의 아들 장은 아라곤 왕국을 정복하기 위해 떠나지만, 1470년 12월 16일 바르셀로나에서 독살로 추정되는 사망을 맞이한다. 장의 첫째 아들 니콜라 역시도 독살로 의심되는 상황에서 1473년 사망하였다. 1471년, 르네의 딸 마르그리트가 장미 전쟁에서 마침내 패배를 하고 말았다. 그녀의 남편과 아들도 살해당하였고 그녀 역시도 감금이 되었다가 1476년 루이 11세가 보석금을 주고 자유가 되었다.

## 말년과 사망
르네의 손자이자 유일하게 생존한 남자 후계자인 르네 2세 드 로렌은 그의 적들인 브르타뉴 공작, 콘스타블 생폴과 함께 시칠리아 왕의 공모 의심을 받았던 루이 11세 세력으로 넘어갔다.
르네는 1474년 프로방스에서 은퇴하였고 바르를 그의 손자 르네 2세에게, 앙주와 프로방스를 그의 조카 멘 백작 샤를에게 주는 유언장을 남겼다. 루이 11세는 앙주와 바르를 포위하였으며, 2년 뒤, 르네에게 두 공작에 연금을 받는 대신 두 영지를 내놓으라는 강요를 한다. 그 제안은 거부되었고, 이후의 교섭에서 앙주 공국의 왕위 소멸이 확정되었고 프로방스 통합은 멘 백작 사망 후로 미루어졌다. 르네는 1480년 8월 10일 엑상프로방스에서 사망했다. 그는 앙제 대성당에 묻혔다. 19세기에 역사가들은 그에게 "선량공"이라는 별칭을 달아주었다.
그는 왕실의 성 미카엘 기사단보다 이르게 창설된 초승달 기사단이라는 기사단을 세웠지만, 르네 사망후 사라졌다.

## 미술

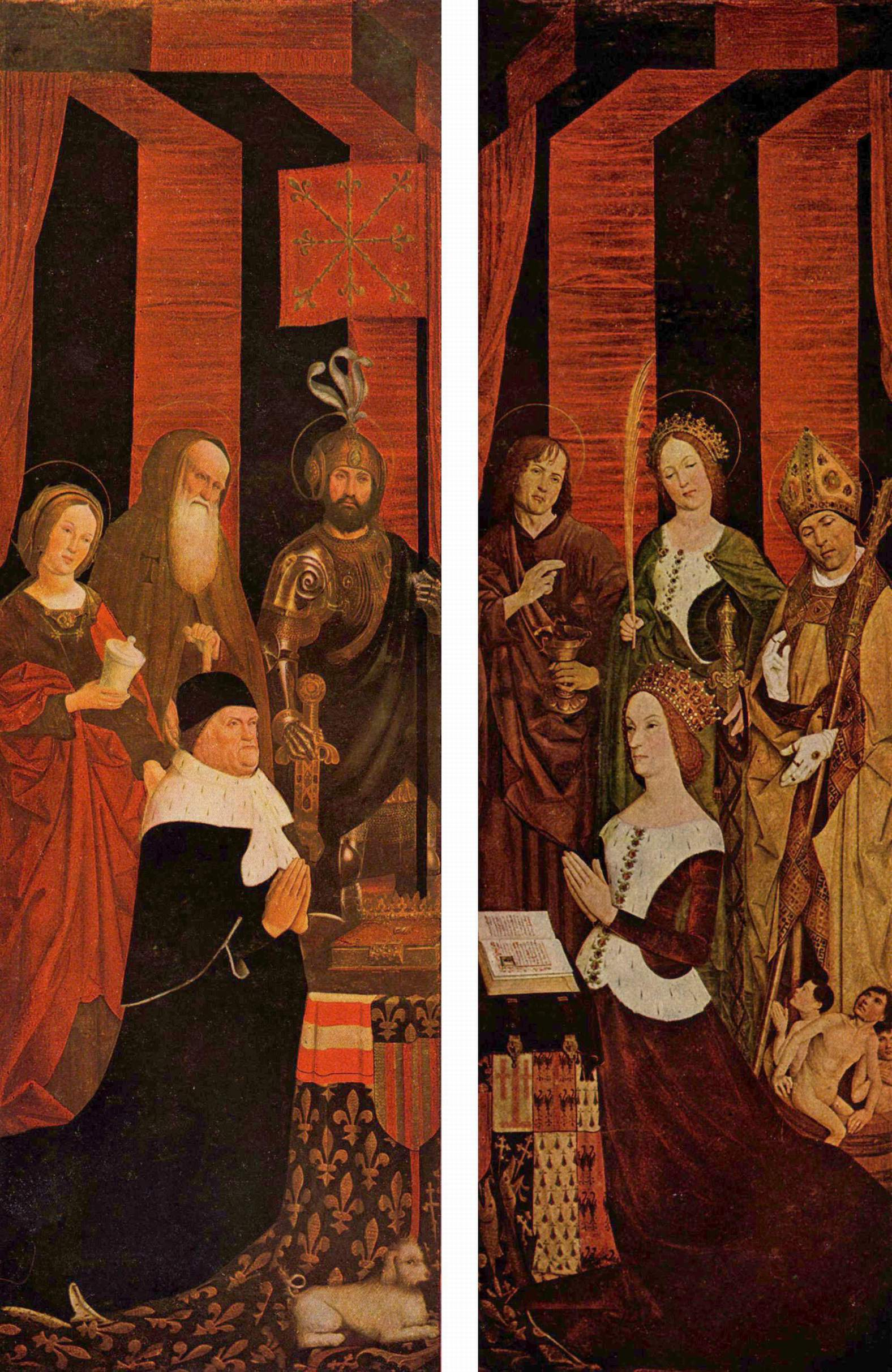
르네와 그의 둘째 부인 잔 드 라발을 보여주는 트립틱인 불붙은 떨기나무의 측판.

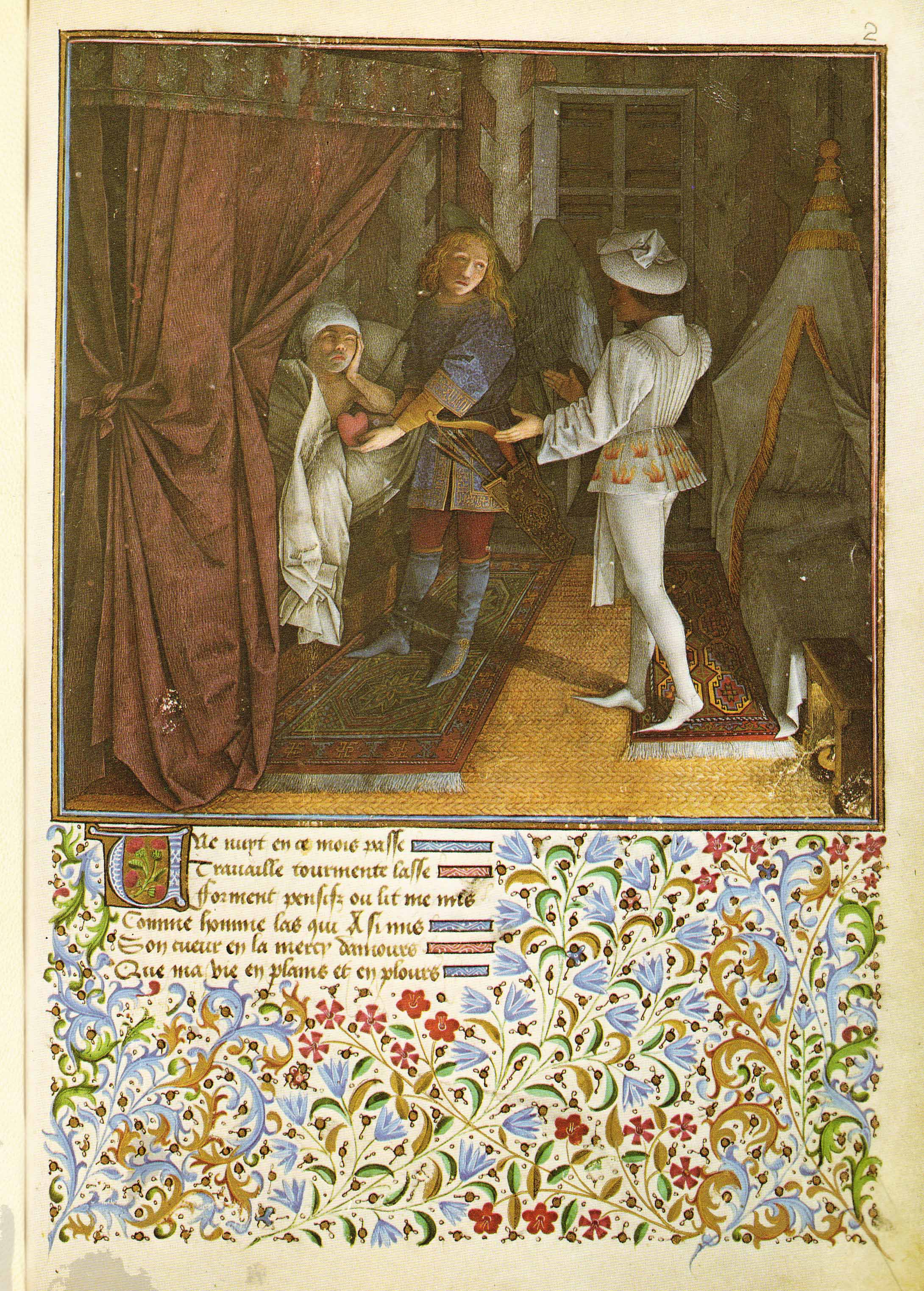
병든 왕의 마음에 사랑을 주고 품을 그린 'Le Livre du Cuer d'amours espris'에서 바르텔르미 데위크 또는 그 후의 미니아튀르

아마추어 화가로서 시칠리아 군주의 명성은 앙주와 프로방스의 많은 그림들을 그에게 낙관적인 속성을 형성하게 하였으며, 많은 경우에는 단순하게 그들이 그의 문장을 따분했다고 여겼기 때문이었다. 이 작품들은 보통 초기 네덜란드 화풍이었고, 그의 후원과 지시에 의해 실행됐을 것이며, 조각, 그림, 금세공품, 태피스트리에도 그 화풍을 적용하도록 했을 것이다.
르네 덕에 생긴 유명한 작품들 중 두 개는 르네와 그의 둘째 부인 잔 드 라발의 초상화가 있는 엑상프로방스 생 소뵈르 대성당에 있는 아비뇽의 니콜라 프로멍의 불붙은 떨기나무와 프랑스 국립도서관에 있는 기도서이다. 그의 궁전에 문서를 붙인 인물들 가운데는 장을 가르쳤던 앙투안 드 라 살이 있었다. 그는 기적극을 하도록기적극 연극을 하도록 장려하였으며, 4년간의 세금을 면해주고 1462년 소뮈르에서 수난의 기적극을 하게 하였고, 앙제에서의 공연은 그의 원조하에서 이뤄졌다.

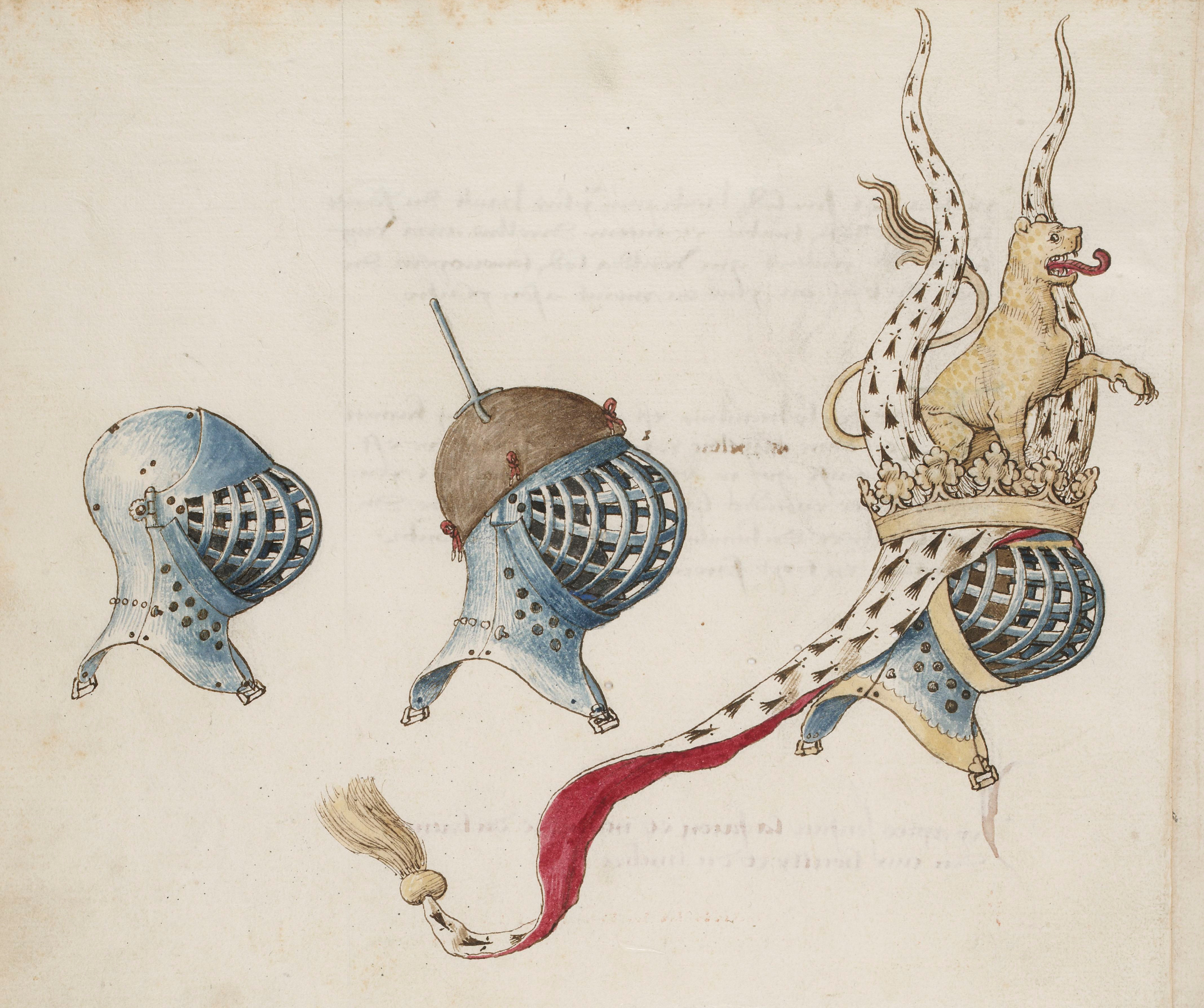
르네의 토너먼트 북에 있는 바르텔르미 데위크 작으로 추정되는 수채화.

르네는 친척이자 시인이었던 오를레앙 공작 샤를과 시를 주고받았다. 그는 또한 Mortifiement de vaine plaisance (1455)와 Le Livre du Cuer d'amours espris (1457)등 두 우화 작품의 작가이기도 하였다. 후자는 《장미 이야기》를 기반으로 한 사랑 풍자를 아서왕의 모험담을 결합시킨 것이다. 두 작품 모두 궁중의 화가인 바르텔르미 데위크에 의해 아름답게 채색되어있다. Le Mortifiement는 8개의 채색 필사본으로 남아있다. 바르텔르미의 원본이 소실된 반면, 현존하는 필사본은 장 르 타베르니에(Jean le Tavernier), 장 콜롱브(Jean Colombe)외 다른 이들이 제작한 그의 미니아튀르의 복사본들이다. 르네는 어쩌다가 목가시 "르뇨와 자네통"(Regnault and Jeanneton)을 짓기도 했는데, 이는 장 드 라발과 결혼을 기념하는 왕의 선물에 가깝다.
토너먼트 경기에 관한 책(Le Livre des tournois 또는 Traicte de la Forme de Devis d'un Tournoi; c. 1460년)은 중세 토너먼트의 규칙을 묘사하고 있다. 많은 필사 복사본 중 가장 유명하고 초기의 것인 이는 프랑스 국립도서관에서 소장중이다. 고급 필사본으로서 특이한 이 책은 종이에 수채화로 그려졌다. 바르텔르미 데위크의 소묘작으로 알려져있으며, 후에 그 또는 다른 이에 의해 채색되었다. 그 책은 26개의 가득차거나 두 페이지 크기의 미니아튀르가 있다. 책에서 보여주는 묘사는 라질리와 사뮈르에서 열리는 파 다르메와는 다르며, 두드러진 부재는 그당시에 유행했던 알레고리적이고 기사도적인 장식이다. 르네는 대신에 프랑스, 독일, 저지대의 고전 토너먼트 관습을 합쳐, 토너먼트 진행의 새로운 의견을 강조하였다. 그 토너먼트는 양측에서 이뤄지는 혼전이었다.

## 혼인과 자녀
르네의 혼인 상대:

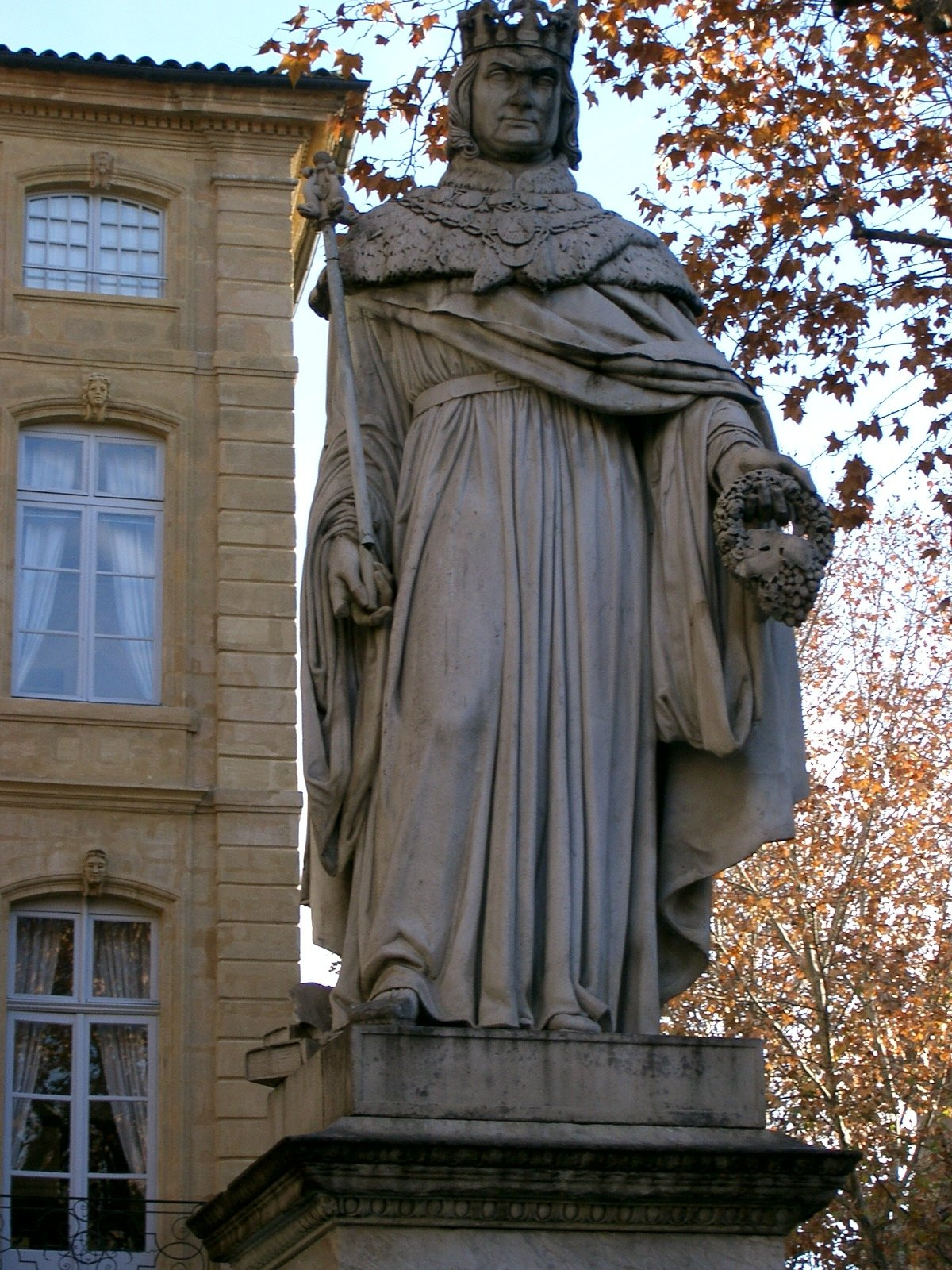
엑상프로방스에 있는 르네가 프로방스에 들여온 머스캣 포도를 들고 있는 르네의 동상.e

1. 이자벨 1세 드 로렌 (1410년 – 1453년 2월 28일) : 1420년에 혼인
2. 잔 드 라발 :1454년 9월 10일 앙제의 성 니콜라 수도원에서 혼인

이자벨과 태어난 그의 자녀:
1. 장 2세 드 로렌 (1425년–1470년)
2. 르네(René, 1426년 출생)
3. 루이 당주 (1427년 낭시 – 1443년) : 퐁타무송 후작
4. 니콜라(Nicolas, 1428년 낭시 출생) : 어릴때 사망.
5. 욜랑드 드 바르 (1428년 11월 2일 – 1483년 3월 23일) : 1445년 낭시에서 페리 2세 드 보데몽과 혼인
6. 마르그리트 (1429년 3월 23일 또는 1430년 3월 23일 – 1482년 8월 25일) : 1445년 잉글랜드 국왕 헨리 6세와 혼인
7. 샤를(Charles, 1431년–1432년) : 기즈 백작
8. 이자벨(Isabelle) : 어릴때 사망.
9. 루이즈(Louise, 1436년 출생) : 어릴때 사망.
10. 안(Anne, 1437년 출생) : 어릴때 사망.

그는 또한 사생아들을 두기도 했다:
1. 앙주의 사생아 장(1536년 출생) : 퐁타무송 후작이며, 1500년에 마르그리트 드 글랑드베포콩(Marguerite de Glandeves-Faucon)과 혼인[6]
2. 잔 블랑슈(Jeanne Blanche, 1470년 출생) : 미르보 여공이며, 1467년 파리에서 베르트랑 드 보보(Bertrand de Beauvau, 1474년 사망)와 혼인[7]
3. 마들렌(Madeleine, 1515년 이후 출생) : 몽페르랑 백작부인이며, 1496년 투르에서 벨랑나브의 영주(seigneur de Bellenave) 루이 장(Louis Jean)과 혼인.[8]

## 문장
르네는 그가 실질적이고 명목적으로 소유했던 그의 다양한 작위를 나타냈던 문장들을 자주 바꿨다.
1420년 르네의 문장은 발루아앙주 가문의 문장(위쪽 좌측과 아래쪽 우측)과 바르 공국와(위쪽 우측과 아래쪽 좌측), 로렌 공국의 문장(방폐 가운대에 겹쳐놈)으로 구성되었다. 1434년에 헝가리, 나폴리, 예루살렘이 추가되었다. 아라곤 연합왕국의 문장이 1443년에서 1470년 사이에 보여진다. 1453년 로렌의 문장이 지워졌고 1470년에 발루아앙주 문장이 앙주 공국의 최신 형태로 대체되었다.

1420-1434
1434-1443
1443-1453
1453-1470
1470-1480

## 같이 보기
- 파 드 라 베르제르

## 참고
1. ↑  A letter from the Neapolitan humanist Pietro Summonte to Marcantonio Michiel, of 20 March 1524, reporting on the state of art in Naples, and works there by Netherlandish painters, states that "King René was also a skilled painter and was very keen on the study of the discipline, but according to the style of Flanders". The letter was published by Niccolini[4] in 1925 and translated by Richardson & al.[5] in 2007.
2. ↑  As, for instance, by the 11th edition of the Encyclopædia Britannica.[1]